# Sovetsk
Sovetsk (până în 1946 – Tilsit; în rusă Советск, în germană Sowetsk, în lituaniană Tilžė, în poloneză Sowieck) este un oraș din regiunea Kaliningrad, Federația Rusă. Este al doilea oraș ca populație (după Kaliningrad) al regiunii respective, cu 41,2 mii loc. (2015).
Orașul este situat la confluența râurilor Neman și Tylzha și este conectat cu terminalul vamal de pe coasta lituaniană prin podul Reginei Louise. Este un important centru industrial al industriilor de radioproducere, ușoară și alimentară. 

## Istoric
Statul monastic al Cavalerilor Teutoni 1288–1466

 Statul monastic al Cavalerilor Teutoni (Vasal al Poloniei) 1466–1525

 Ducatul Prusia (Vasal al Poloniei) 1525–1657

 Brandenburg-Prusia 1657–1701

 Regatul Prusiei 1701–1871

 Imperiul German 1871–1918

 Republica de la Weimar 1918–1933

 Imperiul German 1933–1945

 Uniunea Sovietică 1945–1991

 Federația Rusă 1991–prezent 

## Personalități născute aici
- Armin Mueller-Stahl (n. 1930), actor, pictor, scriitor german.